# ۲۵۶ (میلادی)
۲۵۶ (میلادی) دویست و پنجاه و ششمین سال تقویم میلادی است.

## درگذشتگان
‎